# 테드 데미
테드 데미(Ted Demme, 1963년 10월 26일 ~ 2002년 1월 13일)는 미국의 영화 감독, 텔레비전 배우, 영화배우, 영화 프로듀서이다.
뉴욕에서 태어났으며 샌타모니카에서 사망하였다. 사인은 심근 경색이다.

## 영화
- 존 큐 (2002년)
- 블로우 (2001년)
- 인디펜던트 (2000년)
- 텀블위즈 (1999년)
- 에디 머피의 라이프 (1999년)
- 밀고자 (1998년)
- 라운더스 (1998년)
- 지하철 이야기 (1997년)
- 뷰티풀 걸 (1996년)
- 사랑의 금고털이 (1994년)
- 누가 왕초지? (1993년)